# Das Neue Universum

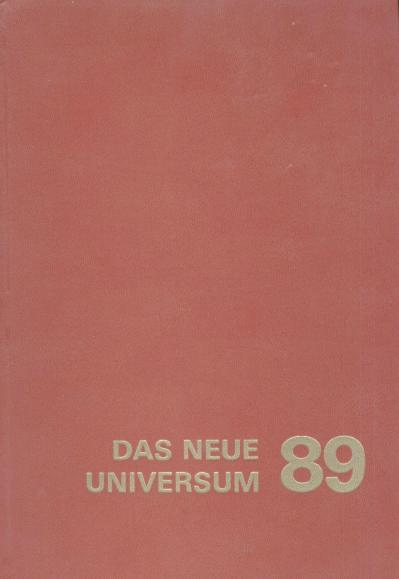
Das Neue Universum, Band 89 (1972; ohne Schutzumschlag, Hardcover, rotes Leinen, Goldprägedruck, Format etwas höher als DIN A5)

Das Neue Universum ist eine deutsche Buchreihe der Jugendliteratur mit Themen aus den Bereichen Wissen, Forschung, Abenteuer und Unterhaltung. Außer Sachthemen publiziert Das Neue Universum auch fiktionale Texte, u. a. von Isaac Asimov, Hans Dominik und Michael K. Iwoleit. Dabei zeichneten sich Themenwahl und inhaltliche Gestaltung klassischerweise durch Zukunfts-, Wissenschafts- und Machbarkeitsoptimismus aus.

## Ausgaben
Ab 1880 erschien jährlich ein Band. In den Jahren 1943 sowie 1945 bis 1947 (Ende des Zweiten Weltkriegs und kurz danach) wurden keine Bände veröffentlicht. 1958 erschien der Jubiläumsband 75. 1983, im Erscheinungsjahr des Jubiläumsbands 100, gab es außerdem eine Faksimile-Ausgabe des ersten Bandes von 1880, im Jahr darauf eine solche des zweiten von 1881. Im Jahr 2002 erschien nach 122 Jahren der Band mit Nummer 119 – erst im Jahr 2020 gefolgt von Band 120.
Die Bände 1 bis 11 (1880 bis 1890) erschienen im W. Spemann Verlag, Stuttgart;
die Bände 12 bis 90 (1891 bis 1973) im Verlag Union Deutsche Verlagsgesellschaft, Stuttgart-Berlin-Leipzig;
die Bände 91 bis 114 (1974 bis 1998) im Südwest-Verlag, München;
die Bände 115 bis 119 (1999 bis 2002)  im Rahmen einer Kooperation zwischen Reader’s-Digest-Verlag, Stuttgart, und dem Südwest-Verlag, München;
Band 120 (2020) erschien im Carl-Hanser-Verlag, München.
Band 121 (2025) erschien im GeraMond Verlag.
Zu den Bänden hieß der Untertitel u. a. Ein Jahrbuch für Haus und Familie, besonders für die reifere Jugend, mit einem Anhang zur Selbstbeschäftigung „häusliche Werkstatt“. Später lautete der Untertitel des Jahrbuches Ein Jahrbuch des Wissens und Fortschritts, ab 1970 (Band 87) wurde er geändert in Forschung, Wissen, Unterhaltung. Ein Jahrbuch, ab 1985 (Band 102) hieß es Ein Jahrbuch für Forschung, Wissen, Unterhaltung. Der 2020 erschienene Band 120 hat den Untertitel Zukunft. Forschung. Abenteuer.
Die Bände 93 bis 119 wichen inhaltlich sowie bezüglich Zielgruppe stark vom etablierten Format ab und sind von Band 115 an identisch mit den Bänden 39 bis 42 der Reihe Das Jugendbuch des Verlags Reader’s Digest, Stuttgart. Das Jugendbuch erschien noch bis 2011 bei Reader’s Digest in dieser Form weiter, nach 2002 unter Verzicht auf die Nutzung des Namens Das Neue Universum.
In der DDR erschien eine vergleichbare Reihe unter dem Namen Urania Universum mit jährlichen Ausgaben. Sonderausgaben wurden als Geschenk zur Jugendweihe angeboten. Das Neue Universum Band 120 setzt zugleich auch das Urania Universum (Folgenummer 37) fort.
1986 gab es, ebenfalls verlegt im Südwest-Verlag, eine begleitende Reihe unter dem Titel Bibliothek Das Neue Universum zu speziellen Themen. Es erschienen die Bände Eisenbahn von A–Z, Fliegerei von A–Z, Natur-Experimente in Haus und Garten, Spuren in der Natur sowie Automobil von A–Z.

## Galerie

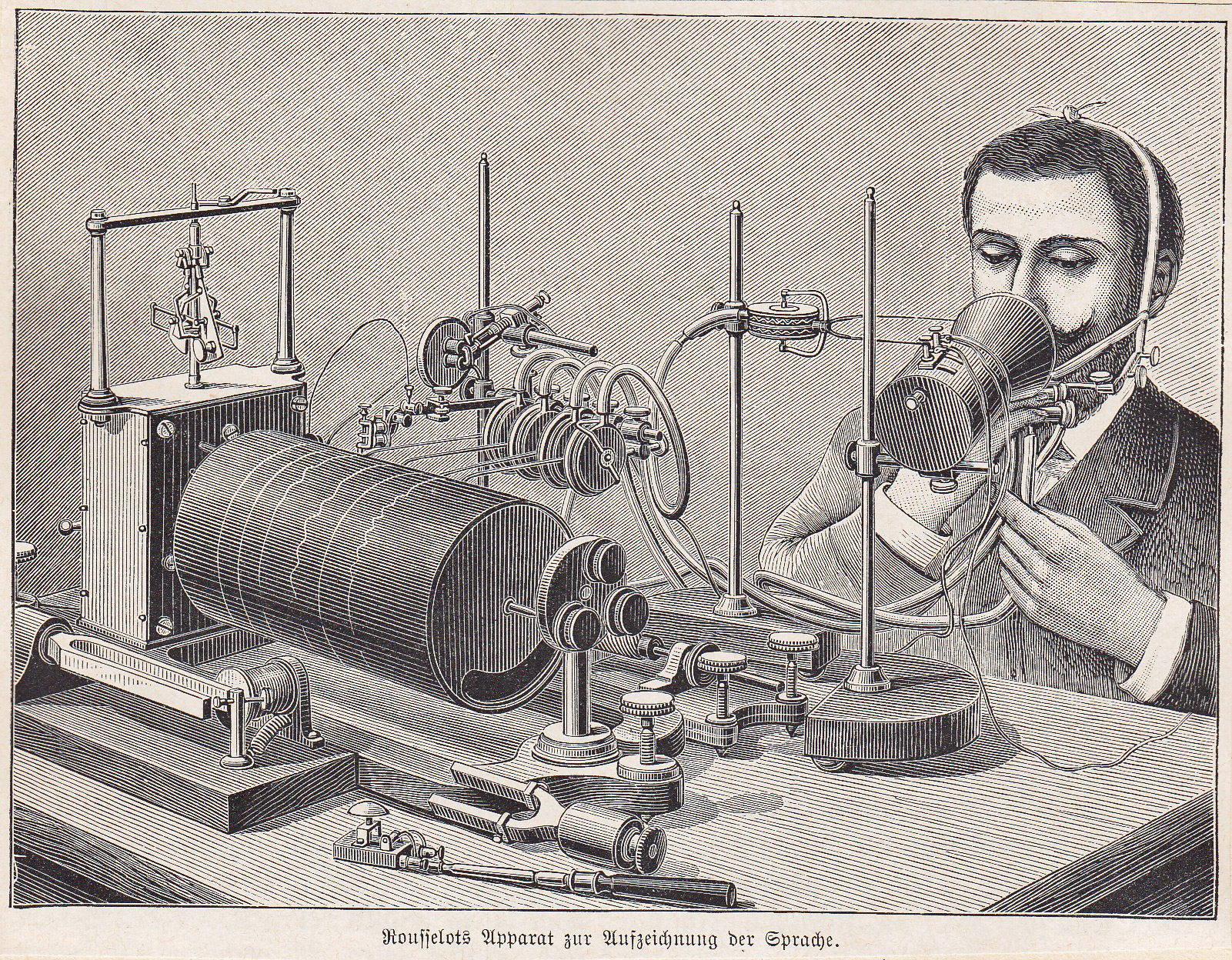
Rousselots Apparat zur Aufzeichnung der Sprache (Band 14, 1893)